# Francis Edward Younghusband
Francis Edward Younghusband (ur. 31 maja 1863, zm. 31 lipca 1942) – oficer armii brytyjskiej, dyplomata, odkrywca i spirytysta, prezydent Royal Geographical Society.
Younghusband urodził się w Murree w Indiach (obecnie w północnym Pakistanie). Posłany został do szkół w Wielkiej Brytanii, a następnie wstąpił do wojska i w roku 1882 otrzymał swój pierwszy stopień oficerski.
Francis Edward Younghusband zasłynął ze swoich podróży do centralnej i wschodniej Azji. W roku 1886 udał się do Pekinu, skąd wyruszył na północ, do Mandżurii, a w 1887 roku udał się ze wschodu na zachód przez Chiny i Mongolię przemierzając pustynię Gobi i góry Ałtaju, by dotrzeć do położonych na jedwabnym szlaku miast Kaszgar i Jarkend. Stamtąd skierował się na południe i jako pierwszy Europejczyk przekroczył Karakorum, odkrywając dla Brytyjczyków przełęcz Mustagh, którą dostał się do Kaszmiru w Indiach.
W roku 1888, gdy służył w armii w Birmie, przemierzył cały ten kraj od miejscowości Mulmejn w górę rzeki Saluin, a następnie wzdłuż Mekongu dotarł do południowo-wschodnich Chin. Wróciwszy w roku następnym do Indii ponownie przekroczył Karakorum wracając do Jarkendu, by zająć się topograficznymi badaniami Pamiru, za co został nagrodzony w roku 1890 złotym medalem Royal Geographical Society. W tym samym czasie kapitan Younghusband przeniesiony został do politycznego departamentu British Army zajmującego się Wielką Grą – rywalizacją z Rosją carską o wpływy w Azji Środkowej. Podczas jednego z pobytów w Pamirze spotkał swego kontrpartnera, oficera armii rosyjskiej Bronisława Grąbczewskiego, z którym przedyskutował możliwość konfliktu brytyjsko-rosyjskiego.
W 1892 roku wyprawił się do północnego Afganistanu, gdzie przez dwa lata badał bieg Amu-darii.
W latach 1903–1904 wkroczył do Tybetu na czele trzech tysięcy brytyjskich żołnierzy, zabijając 600-700 Tybetańczyków. Następnie po zawarciu traktatu pozwalającego Brytyjczykom na utworzenie misji handlowych w Gyangzê, Gartoku i Jatungu wycofał się z Tybetu. Był pierwszym Europejczykiem jaki dotarł do Lhasy od roku 1846.
W roku 1919 wybrany został prezydentem Royal Geographical Society, a od roku 1920 organizował trzy kolejne wyprawy na Mount Everest. Wyprawy te były nieudane, a w ostatniej, w roku 1924, zginął znakomity wspinacz George Mallory.